# Macodes petola
Espèce
Macodes petola est une espèce d'orchidées du genre Macodes. Elle est trouvée en Asie.